# Cratere Bürg

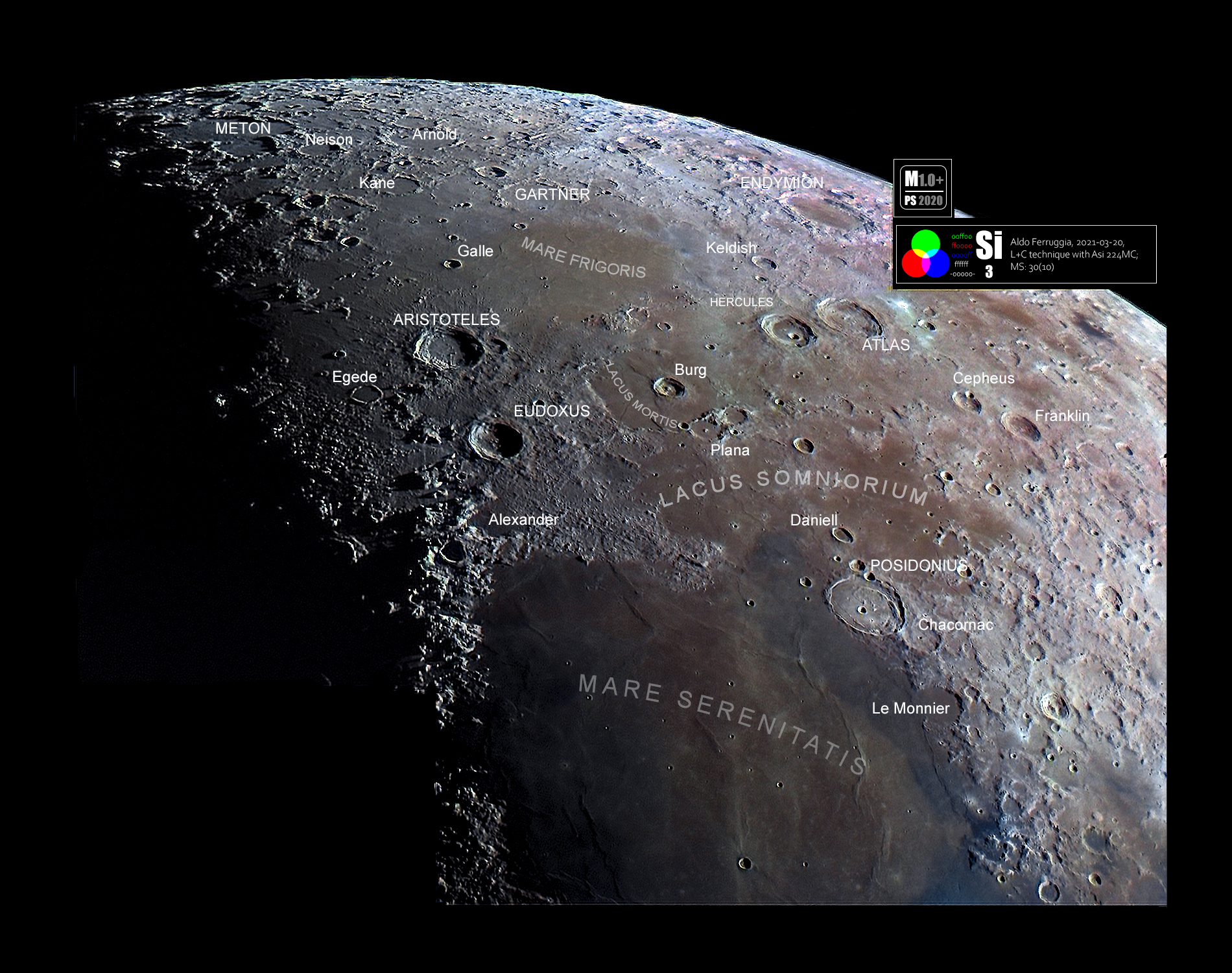
Immagine selenocromatica dell'area di Burg

Bürg è un cratere lunare di 41,04 km situato nella parte nord-orientale della faccia visibile della Luna.
Il cratere è dedicato all'astronomo austriaco Johann Tobias Bürg.

## Crateri correlati
Alcuni crateri minori situati in prossimità di Bürg sono convenzionalmente identificati, sulle mappe lunari, attraverso una lettera associata al nome.
| Bürg | Coordinate            | Diametro (in km) |
| ---- | --------------------- | ---------------- |
| A    | 46°52′12″N 33°03′36″E | 11,41            |
| B    | 42°42′00″N 23°27′36″E | 5,65             |